# Platypalpus concavus
Platypalpus concavus är en tvåvingeart som beskrevs av Yang 1989. Platypalpus concavus ingår i släktet Platypalpus och familjen puckeldansflugor. Inga underarter finns listade i Catalogue of Life.